# Canthigaster

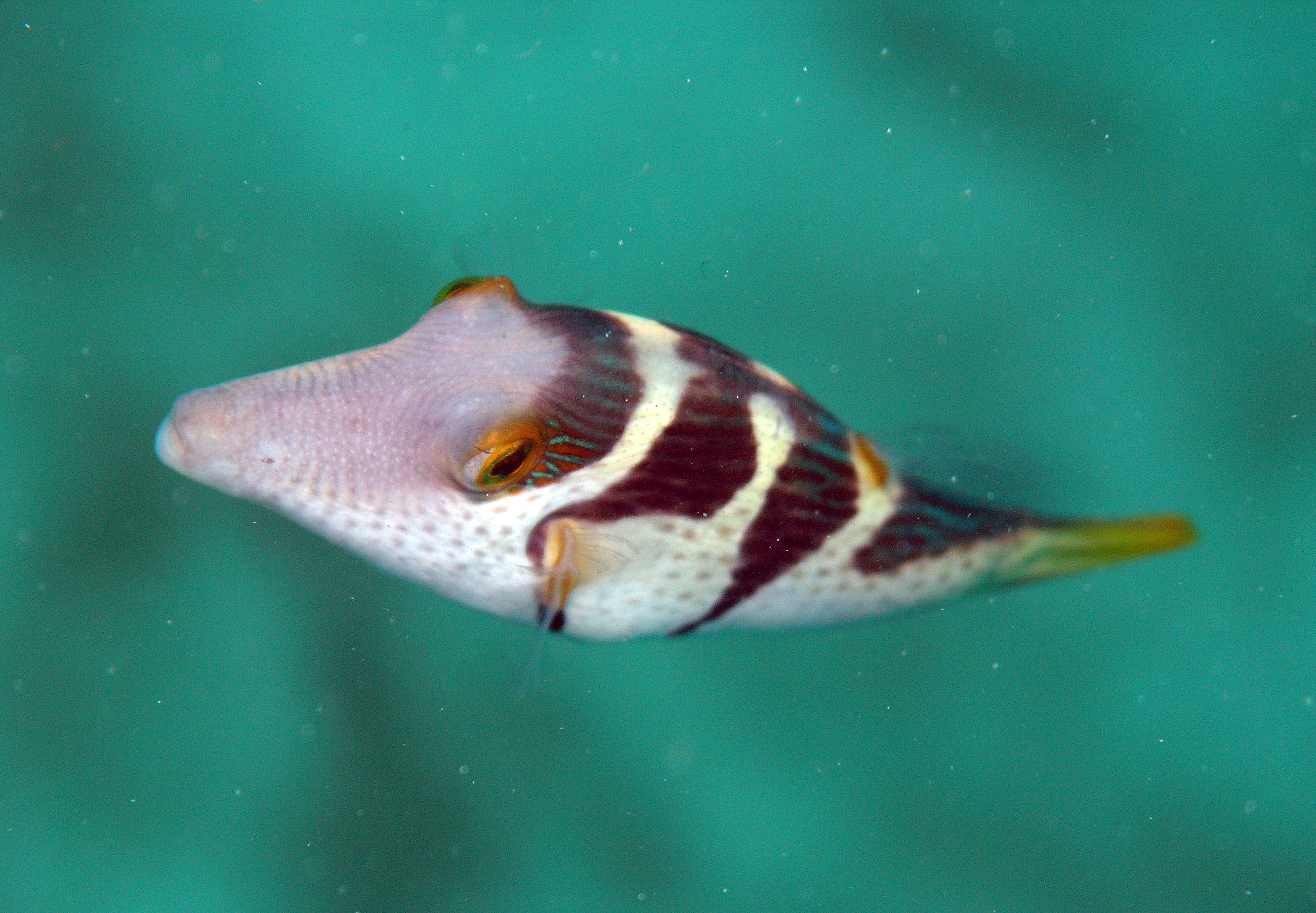
Canthigaster valentini

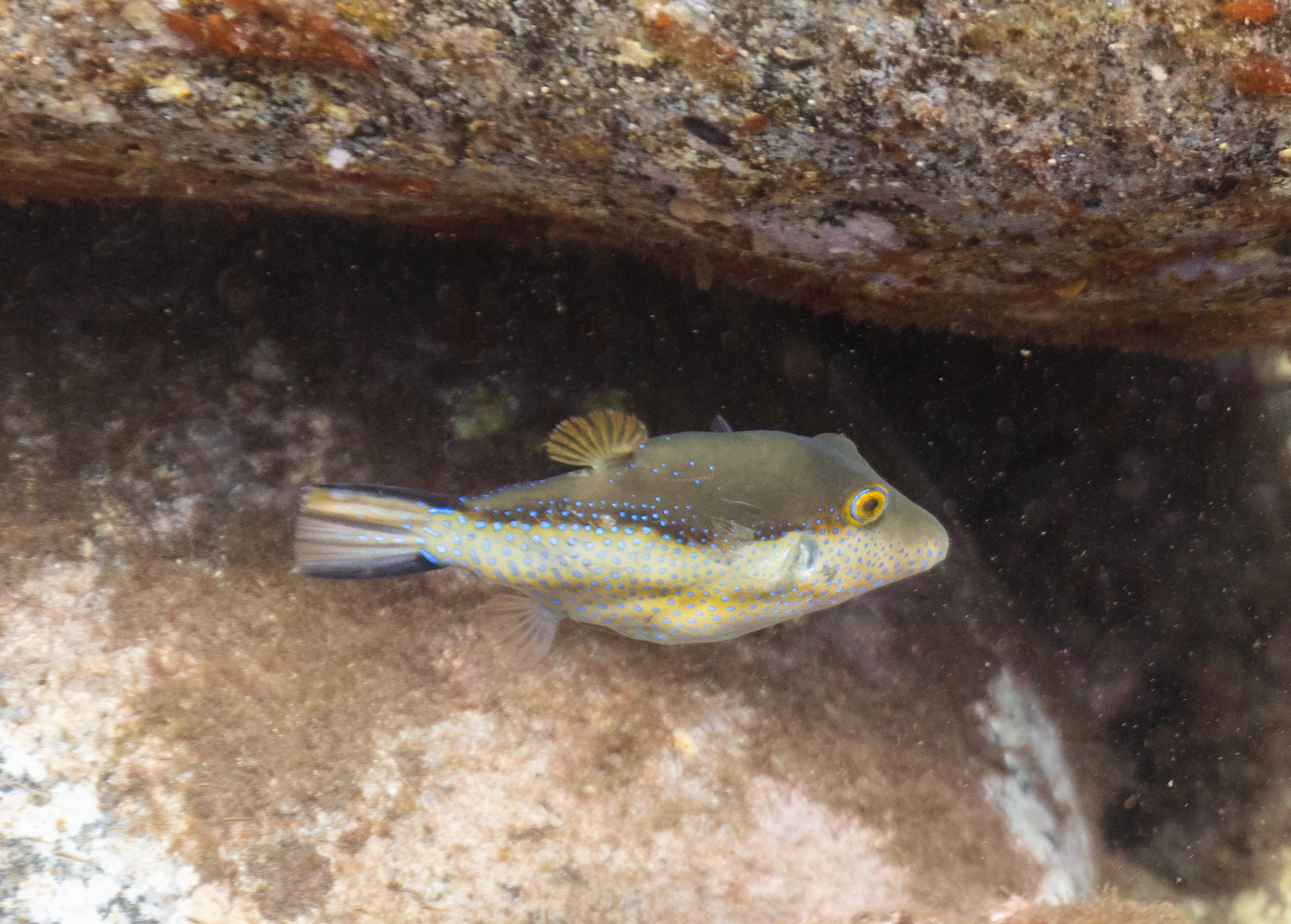
Tamborín narizón (Canthigaster rostrata).

Canthigaster es un género en la familia de los peces globo (tetraodóntidos).

## Especies
Se reconocen las siguientes especies:
- pez globo ojo de araña, Canthigaster amboinensis (Bleeker, 1865)
- Canthigaster axiologus Whitley, 1931
- pez globo nariz punteaguda de bennet, Canthigaster bennetti (Bleeker, 1854)
- sapo payaso, Canthigaster callisterna (Ogilby, 1889)
- pez globo nariz punteaguda macronesio, Canthigaster capistrata (Lowe, 1839)
- toby compresado, Canthigaster compressa (Marion de Procé, 1822)
- globo coronado, Canthigaster coronata (Vaillant & Sauvage, 1875)
- Canthigaster criobe Williams, Delrieu-Trottin & Planes, 2012
- Canthigaster cyanetron Randall & Cea Egaña, 1989
- Canthigaster cyanospilota Randall, Williams & Rocha, 2008
- toby linterna, Canthigaster epilampra (Jenkins, 1903)
- pez globo nariz punteaguda del atlántico sur, Canthigaster figueiredoi Moura & Castro, 2002
- Canthigaster flavoreticulata Matsuura, 1986
- Canthigaster inframacula Allen & Randall, 1977
- Canthigaster investigatoris (Annandale & Jenkins, 1910)
- toby hawaiiano de puntos blancos, Canthigaster jactator (Jenkins, 1901)
- toby cara dorada, Canthigaster jamestyleri Moura & Castro, 2002
- toby hexagonal, Canthigaster janthinoptera (Bleeker, 1855)
- toby leopardo, Canthigaster leoparda Lubbock & Allen, 1979
- Canthigaster margaritata (Rüppell, 1829)
- Canthigaster marquesensis Allen & Randall, 1977
- toby natal, Canthigaster natalensis (Günther, 1870)
- Shy toby, Canthigaster ocellicincta Allen & Randall, 1977
- toby papuano, Canthigaster papua (Bleeker, 1848)
- Canthigaster petersii (Bianconi, 1854)
- Canthigaster punctata Matsuura, 1992
- toby moteado, Canthigaster punctatissima (Günther, 1870)
- toby pigmeo, Canthigaster pygmaea Allen & Randall, 1977
- Canthigaster rapaensis Allen & Randall, 1977
- toby línea marrón, Canthigaster rivulata (Temminck & Schlegel, 1850)
- toby del caribe, Canthigaster rostrata (Bloch, 1786)
- toby de Santa Elena, Canthigaster sanctaehelenae (Günther, 1870)
- toby bicolor, Canthigaster smithae Allen & Randall, 1977
- nariz punteaguda, Canthigaster solandri (Richardson, 1845)
- toby del oeste de África, Canthigaster supramacula Moura & Castro, 2002
- toby de tyler, Canthigaster tyleri Allen & Randall, 1977
- toby valentinni, Canthigaster valentini (Bleeker, 1853)